# 阿托斯 (杜省)
阿托斯（法語：Athose，法語發音：[atoz]）是法国杜省的一个旧市镇，属于蓬塔利耶区。2016年1月1日，阿托斯和相邻的另外5个市镇合并为新市镇莱普勒米耶萨潘（Les Premiers Sapins）。

## 地理
阿托斯（47°4'39"N, 6°18'34"E）面积7.63 平方千米，位于法国勃艮第-弗朗什-孔泰大區杜省，该省份为法国东部内陆省份，北起上索恩省，西接汝拉省，东部及东南部与瑞士接壤，东北部与贝尔福地区省接壤。
与阿托斯接壤的市镇（或旧市镇、城区）包括：穆捷欧特皮埃尔、欧博讷、欧特皮埃尔-勒沙特莱。

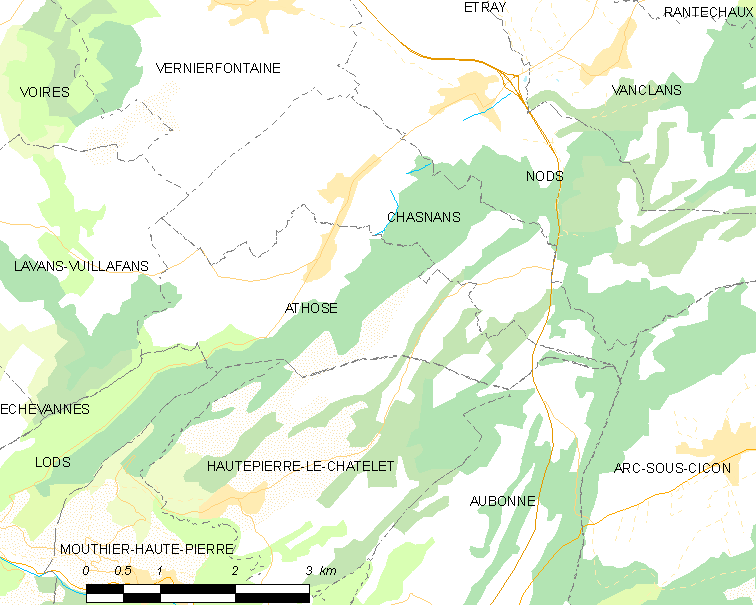
的OSM定位图

阿托斯的时区为UTC+01:00、UTC+02:00（夏令时）。

## 行政
阿托斯的邮政编码为25580，INSEE市镇编码为25028。

## 政治
阿托斯所属的省级选区为瓦尔达翁县。

## 人口

1962-2008年间人口变化图示

阿托斯于2018年1月1日时的人口数量为206人。